# Smicridea amplispina
Smicridea amplispina är en nattsländeart som beskrevs av Oliver S. Flint Jr. 1981. Smicridea amplispina ingår i släktet Smicridea och familjen ryssjenattsländor. Inga underarter finns listade i Catalogue of Life.